# O̐
Cette page contient des caractères spéciaux ou non latins. S’ils s’affichent mal (▯, ?, etc.), consultez la page d’aide Unicode.
O̐ (minuscule o̐), appelée O tchandrabindou est une lettre diacritée qui est utilisée dans les romanisations ALA-LC du kalmyk et du khanty.
Elle est composée de la lettre O diacritée d’un tchandrabindou.

## Représentation informatique
Le O tchandrabindou peut être représenté avec les caractères Unicode suivants :
- décomposé (latin de base, diacritiques) :

| formes    | représentations | chaînes de caractères | points de code | descriptions                                         |
| --------- | --------------- | --------------------- | -------------- | ---------------------------------------------------- |
| capitale  | O̐               | O◌̐                    | U+004F U+0310  | lettre majuscule latine o diacritique tchandrabindou |
| minuscule | o̐               | o◌̐                    | U+006F U+0310  | lettre minuscule latine o diacritique tchandrabindou |